# Lend (Graz)
Pour les articles homonymes, voir Lend.
Lend est le 4e arrondissement de la ville autrichienne de Graz, capitale de la Styrie. Il est situé au nord-ouest du centre-ville, sur la rive droite de la Mur. Il avait 31 624 habitants au 1er janvier 2021 pour une superficie de 3,7 km2.

## Lieux et monuments
On trouve notamment à Lend :
- la gare centrale de Graz (Graz Hauptbahnhof),
- le musée d’art de Graz (Kunsthaus Graz),
- l’église Mariahilferkirche,
- le mont du Calvaire de Graz.